# Melchior Zawisza
Melchior (Melcher) Kieżgajło Zawisza herbu Łabędź (zm. w 1592 roku) – kasztelan witebski w 1588 roku, marszałek hospodarski w 1578 roku, dworzanin Jego Królewskiej Mości.
Przeszedł na kalwinizm, w Szydłowie wzniósł kaplicę dla swych współwyznawców. 